# 蒙娜丽莎
《蒙娜丽莎》（義大利語：La Gioconda，發音：[dʒoˈkonda]或，發音：[ˈmɔnna ˈliːza]，發音：[ʒɔkɔ̃d]）是一幅文艺复兴时期画家列奥纳多·达芬奇所绘的肖像画與其代表作。被認為是意大利文藝復興時期的傑作，也被視為世上最有名、訪問量最大且最常被寫、唱、模仿的藝術作品。該画中描绘了一位表情内敛的、微带笑容的女士，她的笑容有時被称作是「神秘的笑容」。
這幅畫所描繪的模特，被認為是佛罗伦萨富商弗朗切斯科·德尔·焦孔多（Francesco del Giocondo）的夫人麗莎·喬宮多。它被塗在白色的倫巴第白杨木版上。达芬奇從未將這幅畫交給焦孔多家族，後來據信他在遺囑中將這幅畫留給了他的學徒达奥雷诺。它被認為是在1503年至1506年之間所繪製；然而达芬奇可能一直到1507年才完成該作。最後，《蒙娜丽莎》被法國國王弗朗索瓦一世买下，現在則為法國的財產。自1797年以來便一直在巴黎卢浮宫展出。 
作爲世界上最具有價值的畫作之一，《蒙娜麗莎》擁有1962年歷史上保險估值最高的吉尼斯世界纪录，價值約1億美元（相當於2021年的8.7億美元）。不過，《蒙娜麗莎》的名氣不僅是在於藝術家作畫中採用的技巧，同時也包括女子的身份以及神秘的表情等謎團，學界長期對於這幅畫作進行著評論和爭議。雖然曾對該畫作的背景來歷提出多種假設，但也仍然缺乏足夠的證據以證明各種結論的正確性。更使《蒙娜麗莎》的存在引起人們的好奇。
此外，《蒙娜麗莎》的傳說也涉及到1911年的盜竊事件及各世紀藝術家的複製品、從中得到啟發的衍生作品等文化現象；因而進一步使《蒙娜麗莎》成為世界最著名的畫作，當前，每年共有數百萬人前往羅浮宮欣賞該畫作。

## 命名
蒙娜丽莎是从英文的「Mona Lisa」音译过来，来自于达芬奇去世31年后由乔尔乔·瓦萨里著成的《艺苑名人传》。在其中，乔尔乔·瓦萨里认为这位模特是佛罗伦萨富商弗朗切斯科·德尔·焦孔多（Francesco del Giocondo）的夫人麗莎·喬宮多。蒙娜在意大利语為Madonna，簡稱Monna（或作Mona），中文翻译为“我的女士”，通常放在女性的名字前，相当于英语中的“Madam”。所以，蒙娜丽莎的意思是「丽莎夫人」。
这幅画的另一个名称是意大利语“La Gioconda”，这是焦孔多（Giocondo）的女性化拼写。意大利语中，“gioconda”的解释是“轻松的，无忧无虑的”，因此“gioconda”也可以指“无忧无虑的妇人”。由于她的微笑，此名称便有了两层含义。法语名称“La Joconde”同样可以这样解释。
19世纪以来，“蒙娜丽莎”（Mona Lisa）和意大利语名称已经成为了这幅画固定的名称。在此前很长的一段时间，这幅画有很多描述性的名称，如「某个佛罗伦萨女士」、「带着纱巾的情妇」等等。
汉语“蒙娜丽莎”这一译名最早由画家丰子恺在1930年出版的《西洋名画巡礼》中使用，早期还有梁启超翻译的“莫那利沙”。

## 作者

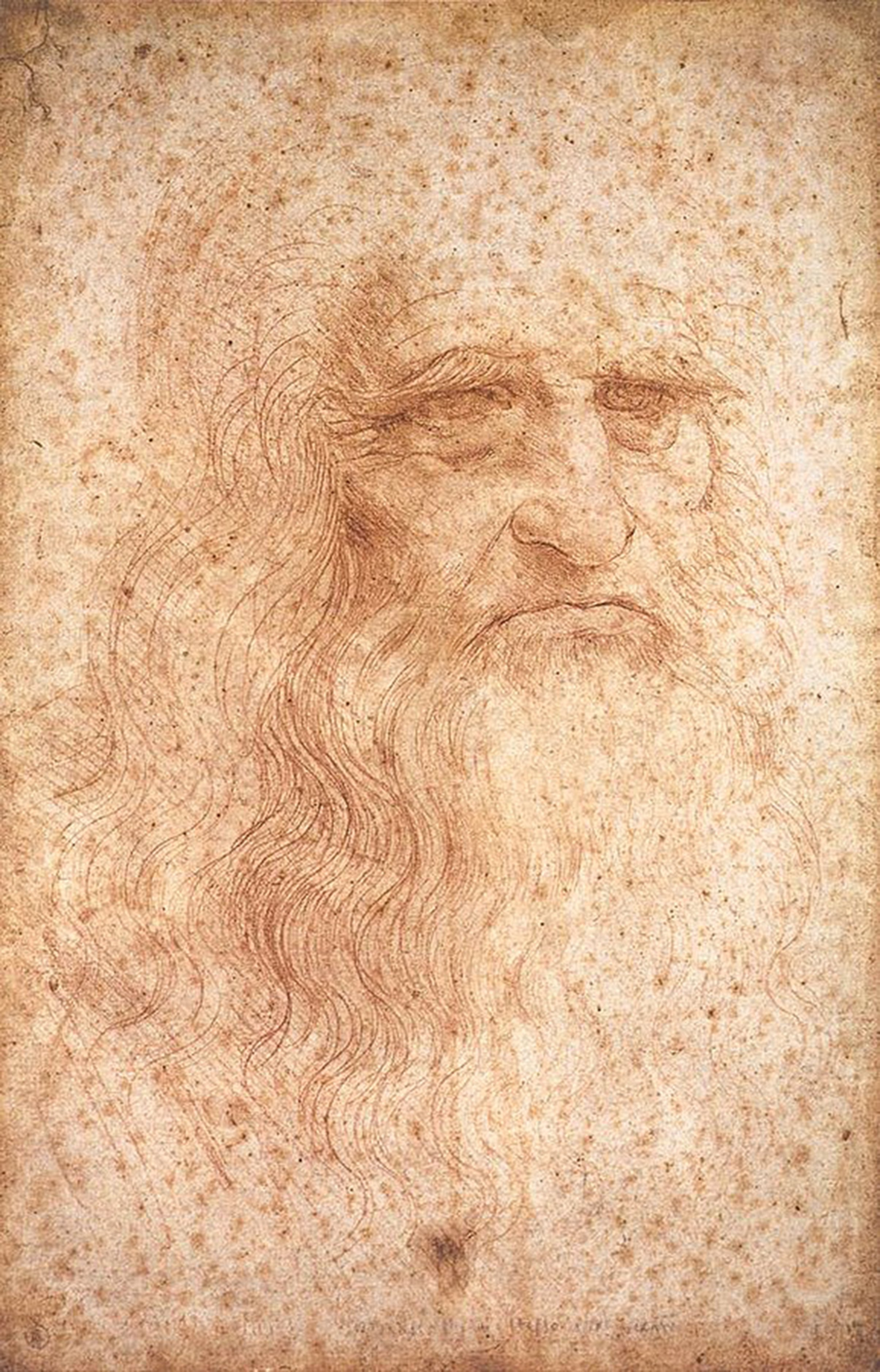
達文西的自畫像。大約 1512-1515 年用紅色蠟筆繪製。

李奧納多·達文西於1452年出生於佛羅倫斯共和國芬奇境內的安基亞諾農莊，是佛羅倫斯的法律公證員瑟·皮耶羅·達文西和佣人卡特琳娜·瓦卡的私生子。在14歲時，達文西進入了佛羅倫薩著名畫家安德烈·德尔·委罗基奥的工作室學習，並與桑德罗·波提切利和彼得羅·佩魯吉諾一同學習繪畫。
在其一生中，達文西發展了對數學、几何学、透视和自然科学的研究，此外，他還學習了建筑学和工程学等補充教育。便因而成為文藝復興時期人文主義的代表藝術家，曾為洛伦佐·德·美第奇、卢多维科·斯福尔扎、曼托瓦的君主和法國國王弗朗西斯一世等，在當時具有政治影響力的人物服務。
達文西的代表作品包括《岩间圣母》、《安吉亞里戰役》、《最後的晚餐》和《蒙娜麗莎》。

## 历史

### 16世纪

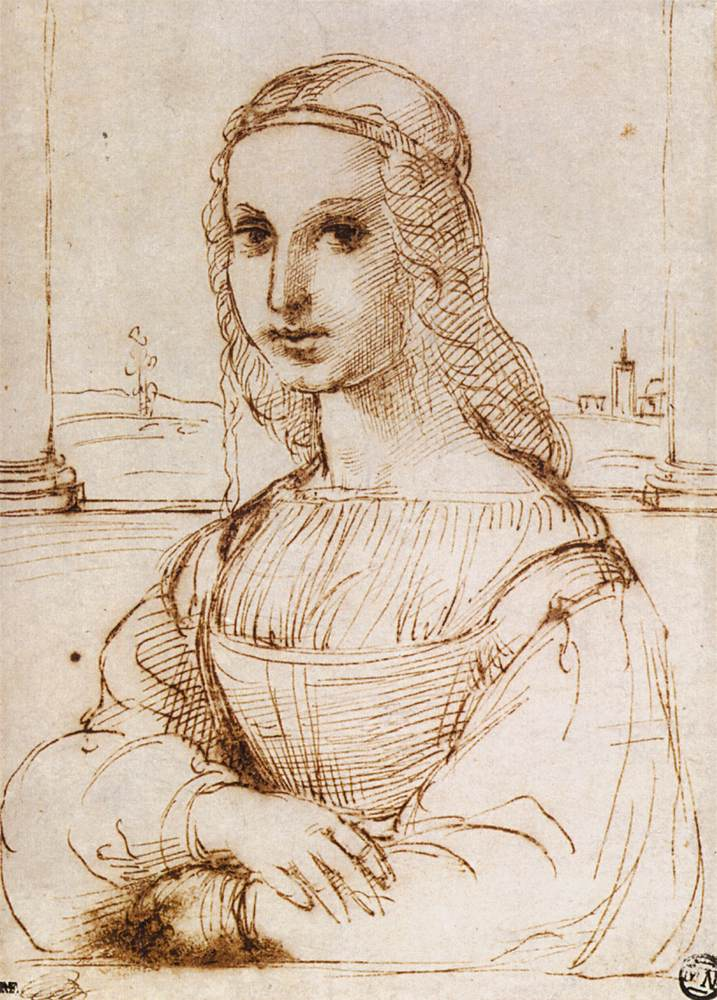
拉斐爾的《蒙娜丽莎》（1505年），現保存於羅浮宮。

在達文西的作品中，《蒙娜丽莎》，和《聖葉理諾在野外》、《三博士来朝》及《最後的晚餐》是少數其真實性從未受到嚴重質疑的作品。
據信，达芬奇在1503年10月开始创作《蒙娜丽莎》，有些學者認為，《蒙娜丽莎》是在1503年或1504年在佛羅倫薩開始製作。儘管羅浮宮聲稱它「毫無疑問在1503年至1506年之間繪」但藝術史學家馬丁·坎普曾對此表示：「《蒙娜丽莎》具體的創作時間並無法完全確定」。 亞歷山德羅·維佐斯則認為這幅畫擁有达芬奇生命最後幾年之前的風格特徵。其他學者則爭辯表示鑑於歷史文獻，达芬奇是在1513年開始繪製《蒙娜丽莎》。
根據瓦薩里的记载，「这幅画雖耗时4年完成，但達文西並沒有完成它」。1516年，法国国王弗朗索瓦一世邀请达芬奇去位於国王所有的昂布瓦斯城堡附近的克劳斯·吕斯城堡工作。据说他也将《蒙娜丽莎》一起带去。不過在達文西去世后，他的画作便归學徒们和助手沙萊所有。
對此，藝術史學家卡門·巴姆巴赫得出的結論是，「在1516年或1517年期間，达芬奇仍持續繪製《蒙娜丽莎》」。但鑒於达芬奇的右手大約於1517年癱瘓，這也可能表明，為什麼达芬奇始終沒有完成《蒙娜麗莎》的原因。隨後，国王花了4000埃居买下了《蒙娜麗莎》，并把它移至枫丹白露宫收藏，直至路易十四时期將它移到凡爾賽宮。在16世紀《蒙娜丽莎》被塗上了清漆。法國大革命後。1797年開始，《蒙娜麗莎》在羅浮宮永久展出。
1809年，羅浮宮首次對《蒙娜麗莎》進行較大規模的修復，當時負責美術館畫作修復工作的人是讓-馬里·弗斯圖爾（Jean Marie Fouilleul），他是當時拿破崙美術館畫廊的負責人。他指揮了一系列對於畫作修復工作，包括使用蒸餾酒清洗、重新上光和塗抹顏料等。

### 失竊

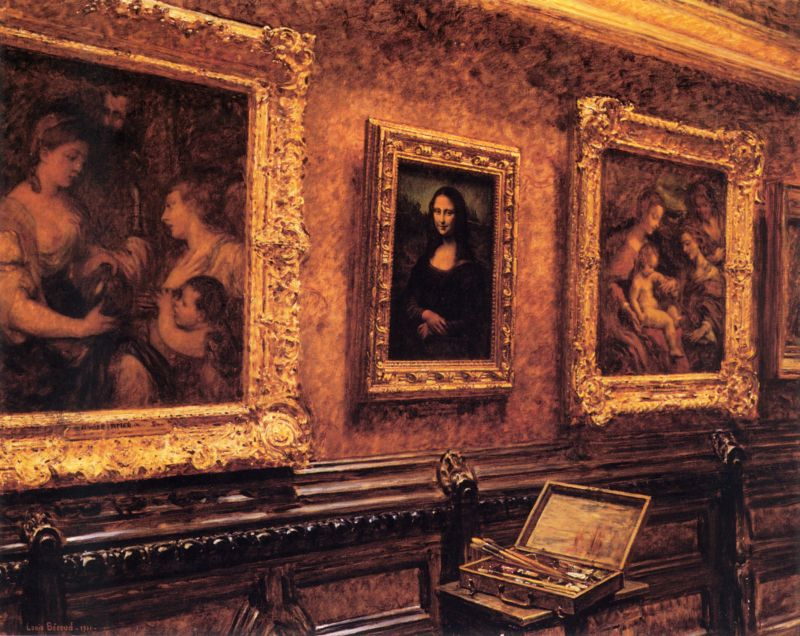
路易·貝魯德在1911年於盧浮宮描繪蒙娜麗莎的畫作

《蒙娜麗莎》被移至羅浮宮後，曾展示在杜樂麗宮的拿破崙臥室，最初《蒙娜麗莎》在藝術界之外並不廣為人知，但在1860年代開始，一部分法國知識分子開始稱讚它是文藝復興時期繪畫的傑作。在普法戰爭期間，《蒙娜麗莎》從羅浮宮搬到了布雷斯特兵工廠接受保護。1906年，羅浮宮的修復工作人員尤金·杜尼扎爾使用水彩顏料再次對《蒙娜麗莎》進行修復，並補充畫板開裂而受損的畫面部分。此外也修復了舊框架遮蓋畫布邊緣的上光層。

1911年8月20日，曾在羅浮宮內擔任油漆匠的溫琴佐·佩魯賈於閉館時躲入儲藏室，趁隔天周一休館取下畫作，藏於大衣內竊出博物館。館方在22日發現《蒙娜麗莎》遭竊，於是進行一周閉館調查，並祭出高額懸賞金。由於持續沒有畫作的下落，在各家報紙的報導下，《蒙娜麗莎》逐漸有了知名度。
法國警方一度懷疑是纪尧姆·阿波利奈尔偷了畫作，並將其逮捕。因為紀堯姆和畢卡索有來往，畢卡索也被帶到警局問話。不過二人最後都被無罪釋放。
兩年後，佩魯賈覺得風頭已過，想要將《蒙娜麗莎》賣給佛羅倫斯烏菲茲美術館，遭警方逮捕。被捕後佩魯賈聲稱《蒙娜麗莎》是義大利的財產，理所當然該回到義大利。由此佩魯賈獲得義大利國民廣泛同情，而義大利象徵性地將佩魯賈只拘禁六個月，但因為他是在判刑六個月之前就被逮捕，所以當庭釋放。當被盜的《蒙娜麗莎》歸還羅浮宮時，杜尼扎爾再次被任命為修復工作負責人。這次他被指示使用特殊的溶劑進行清洗，並使用水彩顏料進行少量補充的修復作業。

### 近代
在第二次世界大戰期間，為躲避戰火影響，《蒙娜麗莎》與其他文物從羅浮宮搬置昂布瓦斯城堡進行保護，隨後被轉移到禄迪修道院和香波尔城堡，最後則是帶到蒙托邦的安格尔博物馆，直至戰爭結束後才回歸羅浮宮。1952年，修復人員對覆蓋畫布背景的上光層進行了平滑修復。
1956年12月30日，來自玻利維亞的乌戈·昂加萨·维勒加斯（Ugo Ungaza Villegas）向《蒙娜麗莎》扔擲石頭。導致畫作左肘附近的一粒顏料脫落。幸運的是當時這幅畫早已受到玻璃的保護，因為在幾年前曾有一名自稱愛上《蒙娜麗莎》的人，使用剃刀片試圖將它切開並偷走它。從那之後，羅浮宮則改而在畫外裝設防彈玻璃，以避免《蒙娜麗莎》受到任何進一步的攻擊。此次修復作業的負責人是加布里埃爾·古林納，他採用了水彩顏料修復和補充，因損壞而失去顏料的《蒙娜麗莎》左臂部分。
1974年4月21日，《蒙娜麗莎》巡迴在東京國立博物館展出時，一名婦女因不滿博物館內缺乏無障礙坡道，試圖朝著這幅畫噴灑紅漆而被當場逮捕。

### 當代

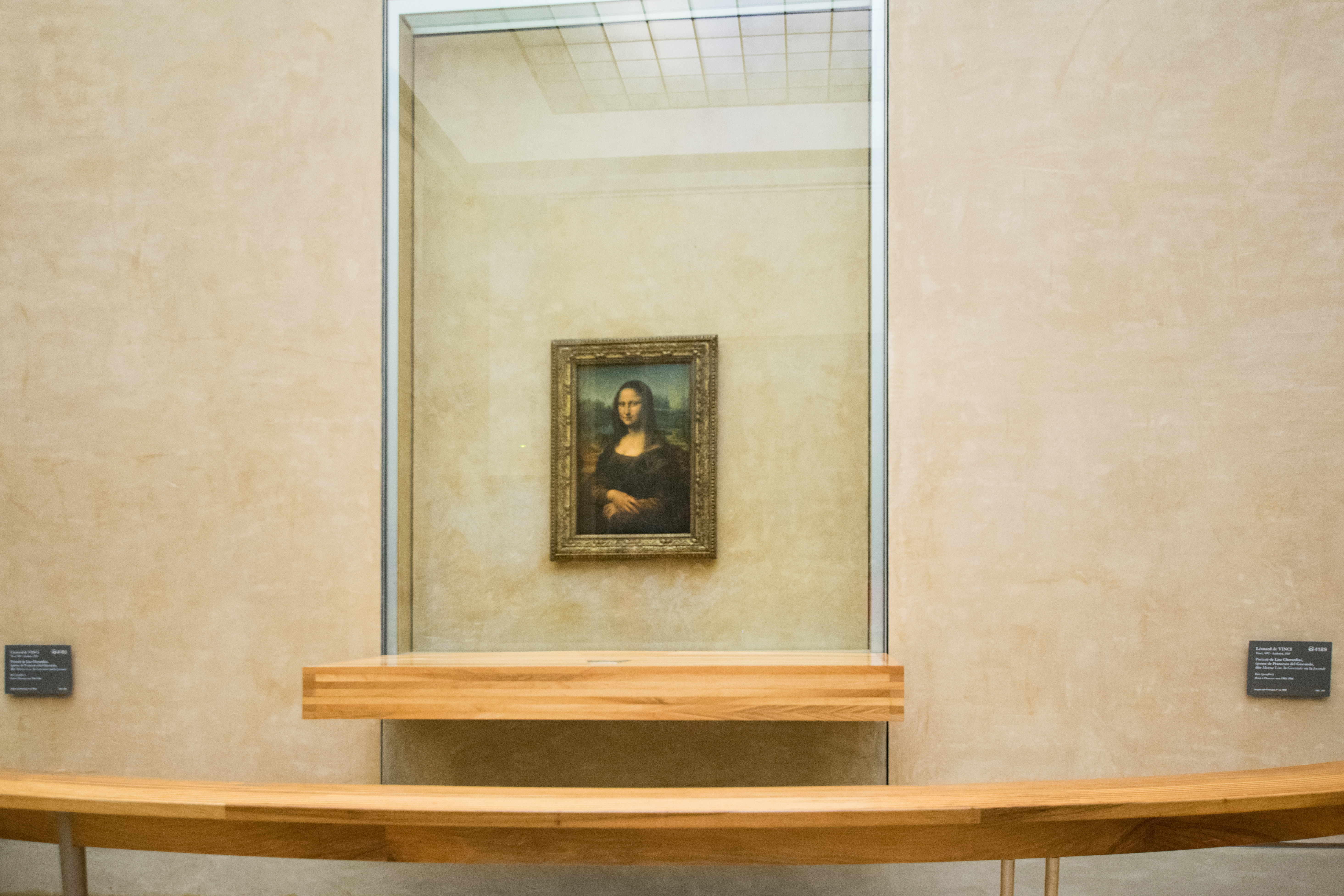
《蒙娜麗莎》在羅浮宮現況

近幾十年來，《蒙娜麗莎》曾三度被臨時搬遷以適應羅浮宮的翻修：分別為1992年至1995年、2001年至2005年以及2019年。其中，羅浮宮在2019年引入了新式排隊系統，博物館的參觀者需要排隊才能欣賞這幅畫作。當排隊完畢後，每組觀眾只有約30秒的時間觀賞《蒙娜麗莎》。
2009年8月2日，一名俄羅斯婦女因被剝奪法國公民身份而惱怒，向《蒙娜麗莎》投擲陶瓷茶杯；然而茶杯容器撞到防彈玻璃後則當場摔碎，女子隨後被捕。
2022年5月29日，一名男性活動家偽裝成坐在輪椅上的女性，向《蒙娜麗莎》的防彈玻璃投擲蛋糕，表示是為了提高人們對氣候變遷的認識。但該幅畫沒有被損壞。
2024年1月28日，法国两名气候活动人士向《蒙娜丽莎》泼汤，由于画作前面有防弹玻璃保护，因此未有受损。保安员之后在现场拉起黑布，又将两人带走。

## 审美
《蒙娜麗莎》是義大利最早的一幅半身畫像，該畫作描繪出15世紀理想女性的形象，並包含與聖母瑪麗亞在中世纪及文艺复兴的形象特徵。該畫作的許多細節，與同時期的藝術家羅倫佐·迪·克雷迪和阿格諾洛·迪·多梅尼科·德爾·馬佐爾的人物肖像畫相似，澤爾訥曾指出，《蒙娜麗莎》與早期尼德蘭繪畫中的模特也有相似之處。其中，側柱在佛蘭德肖像畫中也是常見的細節之一。藝術史學家喬安娜·伍茲-馬斯登則提到，漢斯·梅姆林的《班奈德托·波提納裏三聯畫》（1487年）和巴斯蒂亞諾·梅納迪肖像畫已明確描繪了主題和背景中的「涼廊」元素，而達芬奇的早期肖像畫作品《吉內薇拉·班琪》則未使用涼廊景觀。
這幅畫中的人物坐在椅子上，雙手交叉擱在椅子扶手上，從頭到腰完整呈現出半身的形體。該畫作的構圖與早期僅呈現頭部和上半身的肖像畫不同，成為後來畫家和攝影師樹立新肖像圖基本架構的先驅。達芬奇在創作《蒙娜麗莎》時，則先畫了一張草圖，然後用稀釋的精油塗抹上去，這種技法稱為「暈塗法」。達文西摒棄了四百時期清晰輪廓線條的技法，而採用一種模糊的技法來包裹畫作，在底層色彩的明暗界線逐漸模糊，使人物像是被包裹在作品的柔和氛圍中，給人賦予立體的感覺。藉由將風景與模特的目光、微笑聯繫起來，從而進一步強調畫面的神秘性。
根據以往歷史的肖像畫研究中，基本涵蓋了藝術家、模特和風景研究成果，但在《蒙娜麗莎》中，所呈現的模特之美不特別突出，即使與四百時期或12世紀畫作的標準相比也是如此。在畫中，達文西選擇使用手勢，而非繪製戒指來表明圖中的女子是一個對家庭相當忠誠的女士。一些東方美術史學者，如矢代幸雄提出達文西可能從中國畫中獲得靈感，但西方學者基於缺乏確鑿的證據，否認了這些假設

### 畫布及保存
這幅畫支撐在一張非常脆弱的银白杨框架上，框架上覆蓋著幾層石膏。目前，它被羅浮宮保存在一個厚度為40厘米、防彈的玻璃容器中，並接受特殊處理以避免光的反射。
收藏這幅畫的房間，被設計為保持恆定的20度溫度和50%的相對濕度；以確保維護繪畫的最佳條件。
在肖像畫的上半部分有一道12厘米的裂縫，可能是因為原始畫布的老化所致，雖然根據紅外線研究顯示，這個裂縫可能和畫布同樣古老，但根據調查，這個裂縫在18世紀中葉至19世紀初期進行過修補。為了預防任何形式的損壞，2004年，一組法國修復人員被派遣來監測畫作的狀態。監測結果表明，《蒙娜麗莎》畫作保存仍然是處於穩定的狀態，並沒有隨著時間的推移而惡化。

### 佈局
《蒙娜麗莎》主要描繪一位女性坐在扶手椅上，該婦女的頭上戴著一頂小小披肩，這被視為貞潔的象徵，也是文藝復興時期配偶畫像的常見特徵。女性的左臂靠在扶手上，右手則放在左臂上，這種姿勢表達了平靜和自我控制的感覺。畫作的整體畫面設置於一個長廊中，畫面的左側有一根柱子基座。手部和眼部的細節展示了獨特的暈塗技法，並且將光影變化的描繪更加巧妙，增強物體的立體感。藝術家運用了技巧，成功地將模特兒融入周圍的氛圍和景色，展現了巴洛克時期的「空气透视」特色。此外，畫作的色調偏向藍色且透明，這種效果增強了畫面的景深感。

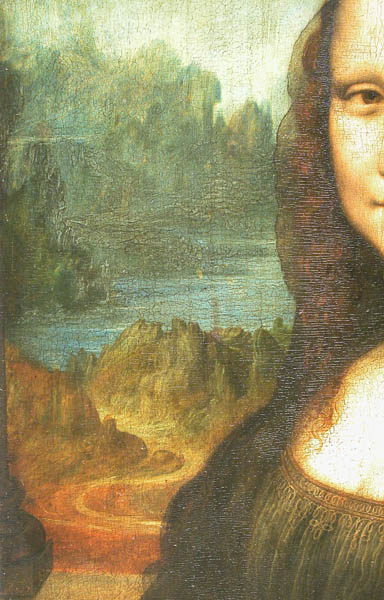
《蒙娜麗莎》左側

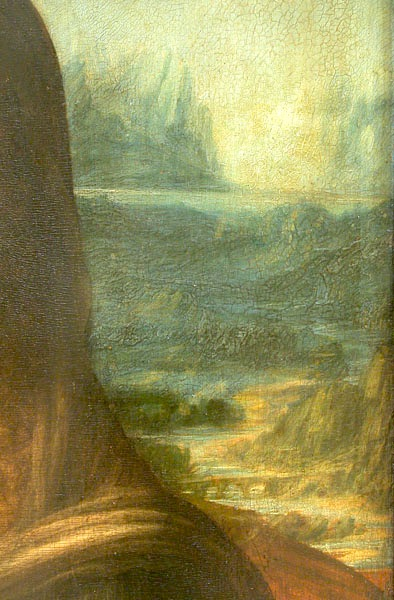
《蒙娜麗莎》右側

這幅畫的背景為一片廣漠荒涼的山岳風景，可能源自於達文西在前往米蘭途中，欣賞阿爾卑斯山風景時的啟發，他在畫中呈現出濕潤、水氣繚繞的氛圍，環繞著女士的身影。儘管曾有人試圖找出畫中場景的實際位置，例如可能是阿諾河畔的某個角落或科莫湖的某處，但至今仍未有明確的結論。許多人嘗試連接女士兩旁的景象，但由於這兩幅畫面之間的不協調性，因此無法構建出一個連續、基於真實世界風景的模型。值得注意的是，左側景色似乎比右側來得更高，這與物理定律相矛盾，因為水不可能停留在地勢高低不平的地方。藝術史學家恩斯特·贡布里希對《蒙娜麗莎》的佈局持以下觀點：

因此，當我們把注意力放在畫作左側時，女士的身影似乎比右側更高或更直。同樣地，她的面容也似乎因為位置的改變而略有不同，這兩個部分也無法完全吻合。

此外，在畫作的右側景觀出現了一座蜿蜒道路和橋樑，這被視為文明的特徵元素，可能指向著工程和建築的重要性。另外，模特並沒有眉毛和睫毛的特徵，這被推測可能是因過去幾個世紀進行較為過度激烈的修復，導致原本細微的線條和薄膜被抹掉了，事實上，瓦薩里在文獻中曾明確提到了女士具有眉毛的特徵：「在眉毛上，我們可以看到毛髮是如何從肌膚中生長出來的，它們多或少豐富，根據肌膚毛孔的方向旋轉，不能再現實了。」不過，其他專家認為達文西從未為她畫過眉毛和睫毛，是為了使女士的表情更加模糊不清，或者因為他實際上從未完成這幅畫作。

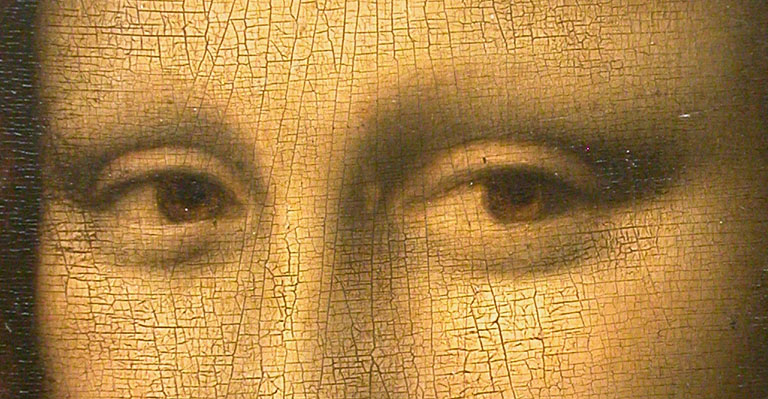
《蒙娜麗莎》的眼睛細節。

在很长的一段时间裡，人们认为这幅画在达芬奇死后曾被人剪裁过，然而這種說法並沒有任何證據支持，2007年，法國工程師帕斯卡爾·科特（Pascal Cotte）運用紫外線及紅外線拍攝取得的高畫質影像，對《蒙娜麗莎》進行了研究，結果發現《蒙娜麗莎》最初的畫作上畫有眉毛和睫毛，但是這些細節很可能在後來的清洗過程中不慎丟失了。科特還確定，這幅作品在之後曾多次經過加工，改變《蒙娜麗莎》臉部的大小和視角。此外，他還在主漆層下發現了一個版本，該版本上蒙娜麗莎的頭飾經過許多手柄固定在頭髮上，脖子上還佩戴著一條珍珠項鍊。然而，這些細節在後來的清理過程中被清理乾淨，證明了這幅作品在日後曾被重新加工過，另外，在經過畫作分層範圍及前置作業（石膏底）的解析後，也得出這幅畫從未被切割過的結論。
儘管《蒙娜麗莎》畫作的保存狀況雖然良好，但由於頭頂部位有一道相對重要的裂縫。而各層清漆也隨著時間開始龜裂開來。據說羅浮宮的負責人不願對畫作進行全面修復的原因，因為他們擔心修復後會改變畫作的外觀。不過在當代，人們已經藉由電腦技術成功地重現了畫作在清除污垢後的樣貌。此外，2011年至2012年期間，由於普拉多博物館所保存的一幅複製品得到修復，因而有助於學者想像《蒙娜麗莎》原始畫作的外觀。
2008年，烏爾比諾大學地貌學教授羅塞塔·博爾基亞和攝影師奧利維亞·內西（Olivia Nesci）的研究中，他們指出達文西在畫中所描繪的景觀，與位於蒙特费尔特罗歷史區域涵蓋的佩萨罗，乌尔比诺和里米尼的景色相似。2011年，專業雜誌《Cartographica 》發表文章稱，《蒙娜麗莎》的背景與瓦爾迪基亞納部分地區的地形相吻合。

### 技術

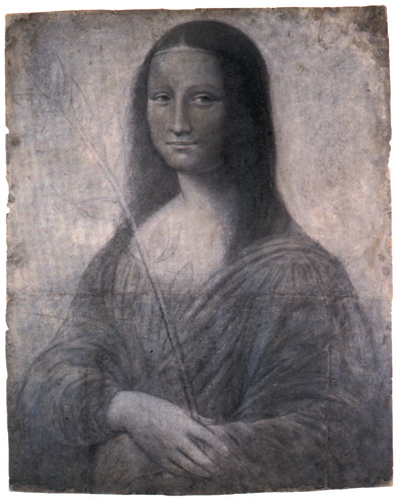
這幅畫藏於紐約海德收藏館，據信出自達文西之手，被視為《蒙娜麗莎》的準備草圖（1503年）。如果是這樣，那麼藝術家原本打算將一根大羽毛放在模特的手上。

阿列克塞·齊維列科夫（Aleksey Civeleqov）曾指出，在《蒙娜麗莎》創作之時，達文西已經成為當時最傑出的藝術家之一，他的技藝已經達到了巔峰，作品已經達到了所有形式和組合的目標。對達文西來說，只有最困難的藝術技巧問題才值得關注。當他找到符合他要求的模特時，他決定解決一些他之前沒有解決過的最複雜的藝術技巧問題之一。
為了表達模特的內心世界，達文西使用他之前發現並經過測試的技巧，特別是他以前用來創造非凡效果的暈塗法而更加精進，以創造出更加生動的人臉和面部特徵。他試圖描繪出模特的面部特徵，使其能夠完全表達模特內心的情感。這也是為什麼《蒙娜麗莎》的面部特徵看起來非常逼真和生動。
鮑里斯·維珀也有相似的想法，並提出，如果要解釋《蒙娜麗莎》臉上這種感知上的消失，必須考慮兩個主要原因。首先需歸功達文西的精湛暈塗技巧。達文西曾堅定地表示：「模型是藝術的靈魂。」，通過這種技法，他在畫作營造出女子憂鬱的眼神、柔和的笑容，集無與倫比的觸感。其中特別在蒙娜麗莎臉部周圍的陰影展現暈塗技法的精髓。達文西建議通過混合光源和身體部位所形成的「微妙的煙霧」，以此創造出與眾不同的氛圍。
達文西採用了三角形構圖形式進行製作，其中手臂和手的姿勢則是關鍵的位置。使畫面產生穩定的感覺。在《蒙娜麗莎》的畫像中，她的胸部、脖子和臉頰都比手更加明亮。而畫中的光線顯示了手繪圖案下方的形狀。他在這幅畫中試圖展示了坐著的女人和觀察者之間的距離，引導觀察者的目光隨著她的而轉動。
耶夫謝·羅滕貝爾格寫道：「李奧納多·達文西確保他的創作概括具有普遍性，這使他能夠將其視為普遍人類的形象。這種高度的普遍性影響了畫作的所有元素，將蒙娜麗莎頭部和下巴周圍的光線、透明的紗帽、細心梳理的頭髮和小褶皺的服裝結合在一起，形成了共同的輪廓。儘管在她的臉部眉毛已經消失，但期美麗、明亮的手，依然讓讓作品充滿著柔和的感覺。」
弗拉基米爾·阿爾帕托夫（Vladimir Alpatov）則認為：「達文西成功地描繪了蒙娜麗莎無盡變幻的面部表情。儘管畫中女子的眼睛注視著觀眾，並保持著安靜的姿態，但由於眼窩的陰影，她的眉毛微微凹陷。嘴唇緊閉，但邊緣陰影顯著著。蒙娜麗莎的微笑隨時都可能浮現，使得她的表情更加生動。她的面部表情克制且微笑以表現堅定的性格。達文西在創作時共花費數年的時間，嘗試消除任何強烈的轉折或交叉點，以創造出畫中更加流暢的效果。儘管畫面的陰影十分清晰，但它們卻完全消失在半個陰影中。」

## 謎團
《蒙娜麗莎》已經引發了幾個世紀以來的問題，這些問題一直沒有得到適當的答案，但也激起了許多學者和研究人員的熱情。儘管存在著許多問題，在結論通常並不完全令人信服，因此對於畫中的辯論在當代仍然持續著。尤其是在19世纪和20世紀期間。
其中，人們對於畫中的女士的起源、她臉上的表情、作者的靈感以及其他許多問題的理論都得到了廣泛討論，迫使人們對這幅肖像進行深入的歷史和科學分析。

### 神秘的笑容

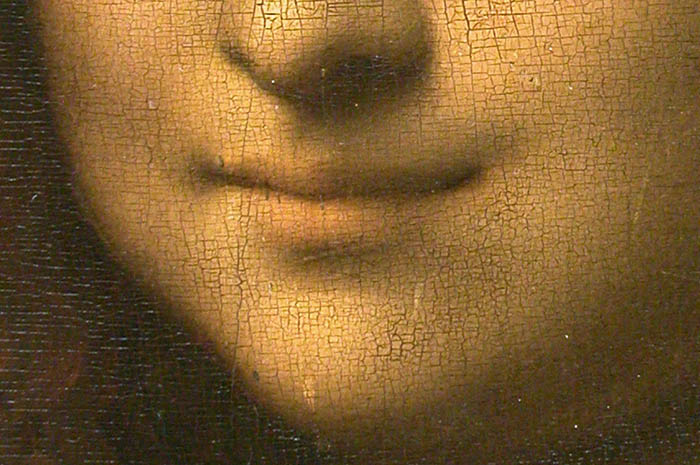
《蒙娜麗莎》的嘴部細節

《蒙娜麗莎》中，女子目光輕微地朝左看，並展現出一個極其神秘的微笑。瓦薩里曾對此表示：

在繪畫這幅畫像時，他讓人唱歌或演奏樂器，還有小丑逗她開心，以避免在繪畫肖像時常呈現的憂鬱情緒。

哈佛大學專門研究視覺的生物學教授瑪格麗特·利文斯通在2003年的一項研究中指出，當直接注視《蒙娜麗莎》時，她的微笑會消失，她在拉科魯尼亞舉行的歐洲視覺知覺大會上解釋，《蒙娜麗莎》神秘的微笑實質是「一種錯覺」，這是因為人類的眼睛處理圖像的方式非常獨特而對空間頻率產生「消失」的效果。此外，利文斯通還指出，藝術家們比專業的醫學專家更早地研究了人類的視覺。並還介紹了人類視覺系統的兩種視覺方式，即直視或中央凹和周邊或邊緣的視覺，前者用於感知明視覺，但不適用於區分陰影，而後者則擅長區分暗視覺。Leonardo利用周邊視覺中更容易看到的陰影繪製了蒙娜麗莎的微笑。
為了說明這個效果，利文斯通藉由舉例人們可以專注於印刷頁面上的單個字母，但其他鄰近的字母看起來不太清晰或難以辨認。這是因為當人們專注於一個物體或一個區域時，他們的視覺系統會將周圍的事物模糊化或忽略，以便更好地專注於目標物體。在《蒙娜麗莎》的情況下，達文西透過繪製一些只有在人們透過周圍視野看的比較模糊的陰影，這些陰影增強了《蒙娜麗莎》微笑的神秘感。
另外，為了解決一些謎團，在近年，專門用於「情感測量」的软件被曾被應用於這幅畫作，以獲取有關模特表情的有關數據。該程序的結論是，蒙娜麗莎的幸福感為83％，厭惡感為9％，恐懼感為6％；剩餘的2％對應於生氣的情感。該程序考慮到嘴唇的彎曲，眼周的皺紋等特徵進行測量，然後與包含平均表情的女性面部表情數據庫進行比較因此，通過這個新程序則可通過某人的照片或畫像，來分析人物的情緒狀態。
布朗大學的兼職教授迪娜·戈丁認為，蒙娜麗莎神秘的微笑是由於豐富的面部表情。豐富的面部肌肉作用下，觀眾不自覺地擴大了對蒙娜麗莎微笑的解讀，每一位觀眾都會想起蒙娜麗莎的微笑帶給他們淡淡而明確的情感。

### 據稱懷孕和身體狀況

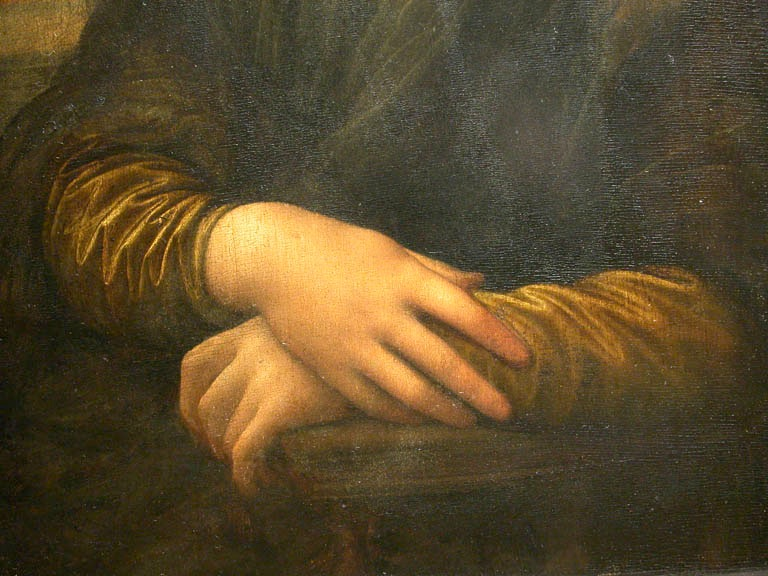
《蒙娜麗莎》的手部細節，蒙娜麗莎把右手放在左手上面，這個手勢是為了展現她是一位有家庭的貞淑女士，而不是為了表現戒指的效果，因此達文西選擇了這個手勢。

有些研究人員認為《蒙娜麗莎》圖中的人物在被描繪時可能懷孕了，因為她的手放在腹部上方。為了澄清這一理論，一組研究人員曾使用三維紅外線掃描儀進行研究，該研究結果於2006年9月26日由加拿大研究委員會發表。
根據三維紅外線掃描儀的解析技術，研究人員能夠發現之前未知的畫作細節，掃描儀的解析度比人類頭髮直徑的細度還要高出10倍。他們在該次研究中發現畫作襯衫領口上一層薄透的紗質披肩，這種服飾經常懷孕的女性穿戴。此外，研究還揭示了模特兒的體重（63公斤）和身高（1.68公尺），以及她戴著一個被遮蓋的髮髻。在畫作的任何一層塗料中都沒有發現任何秘密訊息，這點與小說《達文西密碼》中的描述不同。
該項研究的結果，最後得到加拿大主要的官方研究機構加拿大国家研究院的認可。該研究最初在2004年渥太華的一個學術活動上發表。此外，馬德里康普魯坦斯大學的胡里奧·克魯斯·埃爾米達（Julio Cruz Hermida）博士則根據調查，聲稱這名模特兒有磨牙症、圓禿和早期帕金森氏症的症狀。
2010年1月，巴勒莫大學解剖病理學教授维托佛朗哥（Vito Franco）向意大利報紙《新聞報》投稿了一篇關於蒙娜麗莎的文章。在佛羅倫薩的一次醫學會議上，他指出蒙娜麗莎中描繪的女人體內明顯積累了導致高膽固醇血症的脂肪酸。佛朗哥還報告說，這名婦女的右眼長了一個脂肪瘤。 

### 畫中人
根據畫家和傳記作者喬爾喬·瓦薩里的說法，有關《蒙娜丽莎》的模特身份有不同的假設。他曾在1550年寫道：

他為弗朗切斯科·德爾·焦孔多畫了他妻子莫娜·麗莎的肖像，儘管他花了四年的時間，但最後並未完成。這件作品現在在法國的楓丹白露宮裡，由法國國王所擁有。

1625年，卡西亞諾·德爾·波佐在楓丹白露宮看到這幅作品，並寫下：

一幅真人大小的肖像，用木板製作，採用刻有胡桃木的邊框;該畫作為半身像，描繪了一位名叫焦孔多的女性。

基於這些證言，人們認為《蒙娜丽莎》的模特，實際上是商人弗朗切斯科·德爾·焦孔多的妻子：「麗莎·喬宮多」。

#### 麗莎·喬宮多理論
15到16世纪初，为忠贞女性绘制肖像在艺术界比较常见，達文西雖繪製《蒙娜丽莎》，然而圖中女子的身份則眾說紛紜，据与弗朗切斯科家族的部分成员相识的畫家和建築師乔尔乔·瓦萨里於1550年记载:4：“列奥纳多为弗朗切斯科·德尔·焦孔多的夫人蒙娜丽莎画了一幅肖像”，麗莎·喬宮多是義大利佛羅倫斯和托斯卡納的格拉迪尼家族成員，後人對麗莎的一生所知甚少。她生於佛羅倫斯，十幾歲時就嫁給了布料和絲綢商人，丈夫之後還當上地方官員，並生有5個孩子，在丈夫死後，麗莎成為修女，並於1542年7月15日去世，終年64歲。《蒙娜丽莎》的意大利语名称和法语名称都是丽莎婚后从夫的姓氏，也是她的昵称，意思是“幸福的人”。
瓦薩里對《蒙娜丽莎》的描述來自他於1550年出版的《列奥纳多傳記》，也就是達文西去世31年後。長期以來，該本傳記一直是有關列奥纳多作品出處和委託人身份的最之名的資料來源。此外列奥纳多的助手薩萊在1524年去世前，擁有一幅肖像，在他的個人文件中名為《la Gioconda》，是列奥纳多遺贈給他的。

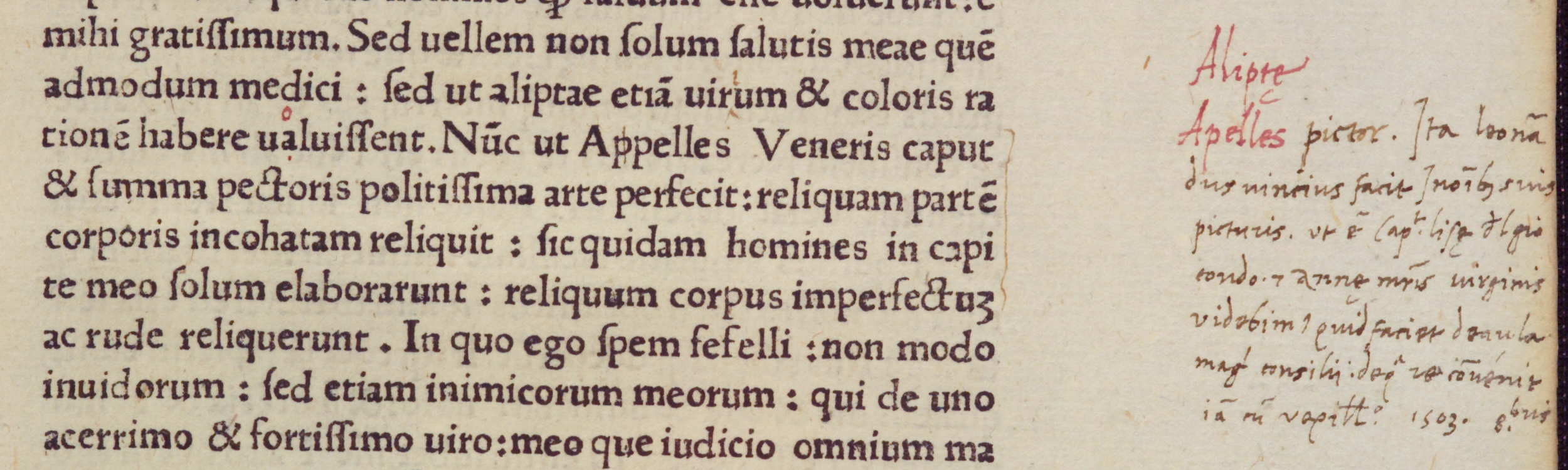
在海德堡大學的一本書中發現的阿戈斯蒂诺·韦斯普奇在1503年所写的边注。它指出達文西正在為麗莎·喬宮多創作肖像。

2005年，海德堡大学图书馆的一位专家在图书馆收藏文献《Marcus Tullius Cicero》（1477年出版）中发现由達文西摯友阿戈斯蒂诺·韦斯普奇在1503年所写的边注，其中确认画像中正坐的女士就是丽莎，达·芬奇当时正在为丽莎·德尔·焦孔多繪製肖像，大約比瓦薩里提到的參考資料早47年。羅浮宮的代表文森特·德利尤文（Vincent Delieuvin）在回應發現這份文件的聲明時表示：「李奧納多·達文西確實在1503年畫了一位名叫丽莎·德尔·焦孔多的佛羅倫薩女士肖像。不幸的是，我們不能絕對確定羅浮宮的畫作是丽莎·德尔·焦孔多的肖像畫。」
根據上述資料，意大利的家譜研究員多梅尼科·薩維尼則聲稱現今仍有麗莎·喬宮多家族的後代存在，並根據家譜找到了據信為喬宮多後代的托斯卡納公爵的女兒：娜塔莉亞（Natalia）和伊琳娜·斯特羅齊（Irina Strozzi）。法醫毛里齊奧·塞拉西尼（Maurizio Seracini）已經表示願意幫助尋找該女子的遺體並進行DNA分析，以確定斯特羅齊家族和喬宮多家族之間的關係。此外，當時的人口普查文件證實，達文西的父親住在喬宮多家族的對面。
歷史學家假設《蒙娜麗莎》的畫像是焦孔多送給他24歲妻子的一份禮物，以慶祝她的第二次懷孕。然而，這種假設沒有其他證據來支持。此外，還有一些人支持《達芬奇密碼》中有關抹大拉的馬利亞和這幅畫之間的關係的一些理論，他們認為這幅畫描繪的是一名懷孕，生活在羅馬帝國時代的女人。
人們對《蒙娜麗莎》身份的探究曾驅使日本研究員鈴木松美展開一項特殊的研究。為了探究《蒙娜麗莎》的身份，她使用焦孔多的頭骨進行了重建，並且通過骨頭分析生成了蒙娜麗莎可能的聲音。鈴木聲稱，這種聲音再現的準確性約為90％，然而她對達文西的聲音表示懷疑，因為在達文西自畫像中的鬍子反射掩蓋了一些重要的細節。

#### 伊莎貝拉·埃斯特理論
除了麗莎·喬宮多外，還有伊莎貝拉·埃斯特被視為《蒙娜麗莎》原型的推測性理論。伊莎貝拉·埃斯特(1474-1539)是曼切華公國的侯爵夫人，也是義大利文藝復興中最著名的藝術贊助人。列奧納多是她的姐姐貝亞特麗切·德斯特在米蘭公國的宮廷畫家，根據達文西所留下來的紀錄中。1499年，達文西在斯福尔扎家族被驅逐後來到了佛羅倫斯。並在隨後的三個月的時間裡繪製了幾幅伊莎貝拉的肖像畫 ，其中一張鉛筆素描圖現保存在羅浮宮，並和《蒙娜麗莎》畫中的女子具有相似之處。

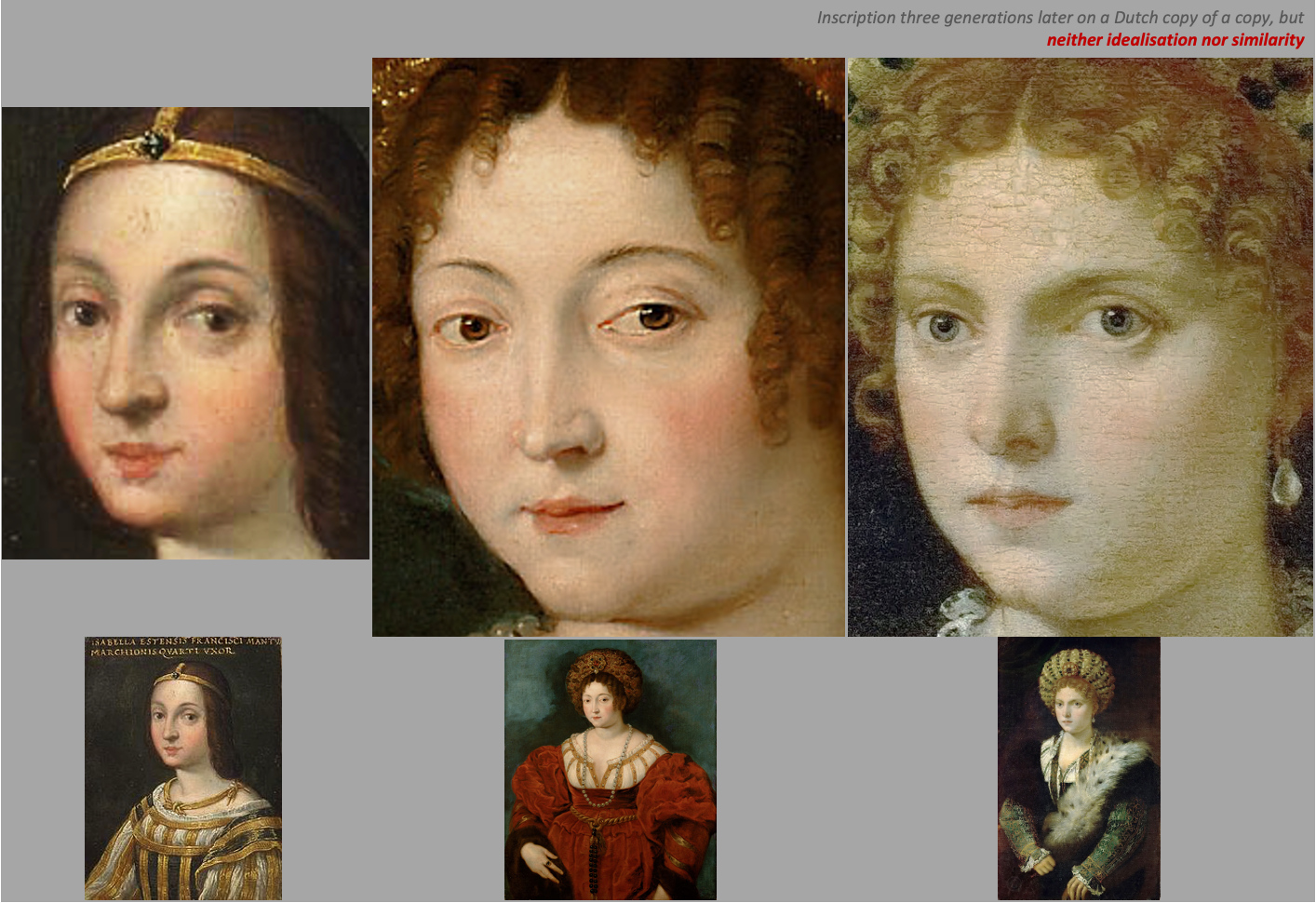
维也纳艺术史博物馆保存的伊莎貝拉·埃斯特的彩色肖像

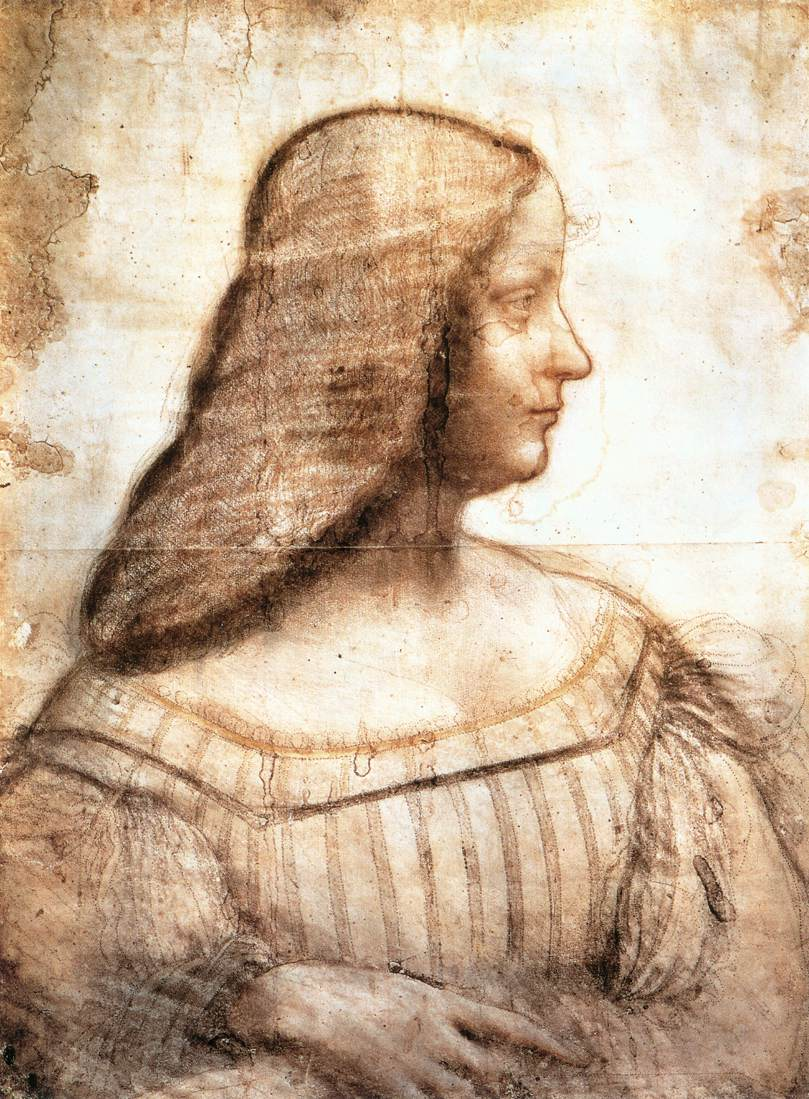
達芬奇繪製的《伊莎貝拉·埃斯特》）剖面圖

此外，根據1501年到1506年所撰寫的幾封手信顯示，伊莎貝拉曾直接或通過代理人委託達文西，要求繪製其本人的油畫肖像，而《蒙娜麗莎》的創作年代恰好屬於這一時期。不過到了1504年，此時的伊莎貝拉卻被肖像畫以外的主題更感興趣，這與《蒙娜麗莎》後續仍保存在達文西手中的情況也為一致。
根據1517年安東尼奧·德·貝蒂斯的描述，他在克魯城堡拜訪過達文西，並提到他畫過三幅畫，其中一幅是按照朱利亞諾·德·麥地奇之要求畫的一位佛羅倫薩女士的肖像。
儘管盧浮宮的研究認為伊莎貝拉的髮色爲金髪 ，與《蒙娜麗莎》女子的形象不符。 然而部分保存至今的伊莎貝拉肖像，尤其是彼得·保罗·鲁本斯以模仿提齊安諾·維伽略為範本的《紅髮伊莎貝拉》複製品，畫中具有棕色頭髮的伊莎貝拉本人被認為與蒙娜麗莎有著相似的特徵。不過至今這種推論現今已被視為爭議性，因為該畫作的頭部既沒有顯示出「美」的理想化，更與其他伊莎貝拉的彩色肖像毫無任何相似之處。

### 其他理論
學者們也對《蒙娜麗莎》的畫中人提出了幾種不同的觀點。有观点认为，至少有四幅画作所画的是丽莎，对她身份的猜测涉及至少十人他們爭辯麗莎·喬孔多是達文西另一幅肖像的主題，畢竟在瓦薩里的紀錄中，至少有四幅畫被推測可能是蒙娜麗莎。其他幾位女性曾被提出視為蒙娜麗莎的形象來源，包括亞拉岡的伊莎貝拉、切奇利娅·加莱拉尼、弗蘭卡維拉公爵夫人、卡特琳娜·斯福爾扎等人，甚至薩萊和達文西本人也都在蒙娜麗莎的假想模特名單之列，其他的猜測包括該模特可能是達文西的情婦，或一個穿著女裝的少年，甚至可能是達文西的自畫像的女性版本，也可能只是一個想像中的女性形象。
有學者認為，這幅畫的主題是達文西的母親卡特琳娜，是他對母親的回憶。關於這一點，奧地利心理學家西格蒙德·弗洛伊德曾暗示這幅畫反映了一種「令人不安的男性氣質」。為了滿足歷史上關於這些理論的真實性的好奇心，1987年進行了首次研究，將達文西的自畫像與《蒙娜麗莎》的畫像進行了重疊比較；結果顯示在尺寸和外貌特徵上有很大的相似之處。對於這項研究的批評者聲稱，這些特徵之所以相似，是因為作者是同一個人而導致了混淆。試驗的負責人莉蓮·施瓦茨和杰拉德·霍爾茲曼（Gerald Holzman）則聲稱，作者把自己描繪成女性的樣子，以進行自畫像。
 。
據英國《每日郵報》報導，2010年10月，美術史學家席爾瓦諾·溫切蒂在《蒙娜麗莎》的眼睛中發現了李奧納多·達文西的縮寫微小的文字。據報導，在右眼中畫有達文西的縮寫「LV」，在左眼中畫有類似於「CE」或「B」的符號，在背景的橋拱上有像「72」或「L2」等字母，可以使用高倍放大鏡確認。不久之後，溫切蒂開始聲稱，從這些文字中，可以推斷出長期是列奧納多的學生和情人的詹·賈科莫·卡普羅蒂是《蒙娜麗莎》的模特。但是盧浮宮指出，溫切蒂實際上沒有仔細檢查《蒙娜麗莎》，並反駁稱，在2004年和2009年的科學分析期間，“任何研究機構都有可能調查，但“在調查中，並沒有在畫中沒有發現任何字母或數字，並且由於木板上的繪畫已經經歷了年代變化，表面已經出現了無數的裂紋。這些裂紋的形狀可能會被過度推測看作是數字或文字。
在2019年，達文西選集的目錄則否定其他觀點，即明確的表示《蒙娜麗莎》畫中的人物可能為麗莎·喬孔多，而伊莎貝拉·埃斯則是唯一的推測人選。

## 遺產
《蒙娜麗莎》在完成前就已開始影響佛羅倫斯畫派。拉斐尔曾多次去過達文西的工作室，迅速在他的幾部作品中使用《蒙娜麗莎》肖像的構圖和格式元素，例如《抱着独角兽的年轻女子》（約1506年）和《瑪達琳娜·多尼肖像》（約1506年）。拉斐爾後來的畫作如《戴頭紗的女子》(1515-16年) 和《巴爾達薩雷·卡斯蒂廖內肖像》也繼續借鑒達文西的畫作。藝術史學家弗蘭克·佐爾納曾表示：「蒙娜麗莎流派的演變比達文西的其他作品產生更大的影響。更成為文藝復興時期肖像畫的典範，也許出於這個原因，《蒙娜麗莎》不僅被視為真人的肖像，而且還作為理想的體現。」。
包括乔尔乔·瓦萨里和安德烈·費利比安等早期史家稱讚《蒙娜麗莎》的真實感，到了維多利亞時代，此時的作家們開始認為《蒙娜麗莎》充滿了神秘和浪漫的魅力。如在1859年，泰奥菲尔·戈蒂耶曾寫道「蒙娜麗莎宛如『美麗的獅身人面像』，她的笑容是如此神秘”，在所表達的形式之下，人們將對於畫作感到一種模糊、無限、無法表達的思想。 一個被感動，被困擾……被壓抑的慾望，讓人絕望的希望此刻正痛苦地攪動著。」，華特·佩特在1869年的文章中也對於《蒙娜麗莎》有所評論，並表示其
「比她所坐的岩石還老；像吸血鬼一樣，她已經死了很多次，並且學會了墳墓的秘密……」。
到了20世紀初，評論家開始認為《蒙娜麗莎》已成主觀詮釋和理論的寶庫，同時也令對於不喜權威，典雅的人士感到厭煩。在1911年發生失竊案後，文藝復興時期的歷史學家伯納德·貝倫森承認「很高興擺脫了它」。讓·梅金傑的《下午茶時間 》在1911年的秋季沙龍展出，並被藝術評論家路易·沃克塞爾在《吉爾·布拉斯期刊》諷刺地描述其為「la Joconde à la cuiller（拿勺子的蒙娜麗莎）」 ，安德烈·萨尔蒙隨後將這幅畫描述為「立體主義的蒙娜麗莎」。
然而，隨著前衛藝術界開始注意到《蒙娜麗莎》不可否認受到歡迎的程度。使达达主义、超现实主义的藝術家開始不斷地重新解讀《蒙娜麗莎》，1883年，由法國畫家歐仁·巴代伊創作過蒙娜麗莎吸著煙斗的圖像《Le rire》在巴黎的不連貫展覽上展出。評論家都把這幅畫看作是對傳統藝術的嘲諷。1919年，最具影響力的現代藝術家之一杜象，依據《蒙娜丽莎》改造一系列而成的作品《L.H.O.O.Q.》，在這幅畫作上的人物，則是以用鉛筆加了兩撇小鬍子，其標題《L.H.O.O.Q.》則是一個雙關語，在法語中發音類似，意即“她有一个性感的屁股”或「她的屁股很熱辣」，以隱喻性慾旺盛、坐立難安的女性。杜象隨後用不同的材料製作了多個版本的《L.H.O.O.Q.》，它們的大小也不盡相同。
薩爾瓦多·達利以他的超現實主義作品而聞名，他於1954年將自畫像描繪成蒙娜麗莎。 安迪·沃荷在1963 年《蒙娜麗莎》來到美國展覽之際創作了多幅蒙娜麗莎的絲網版畫，被稱為《三十勝於一（Thirty Are Better than One）》。
當代，街頭藝術家尹瓦德使用馬賽克風格在巴黎和東京的牆上創造了蒙娜麗莎的版本。

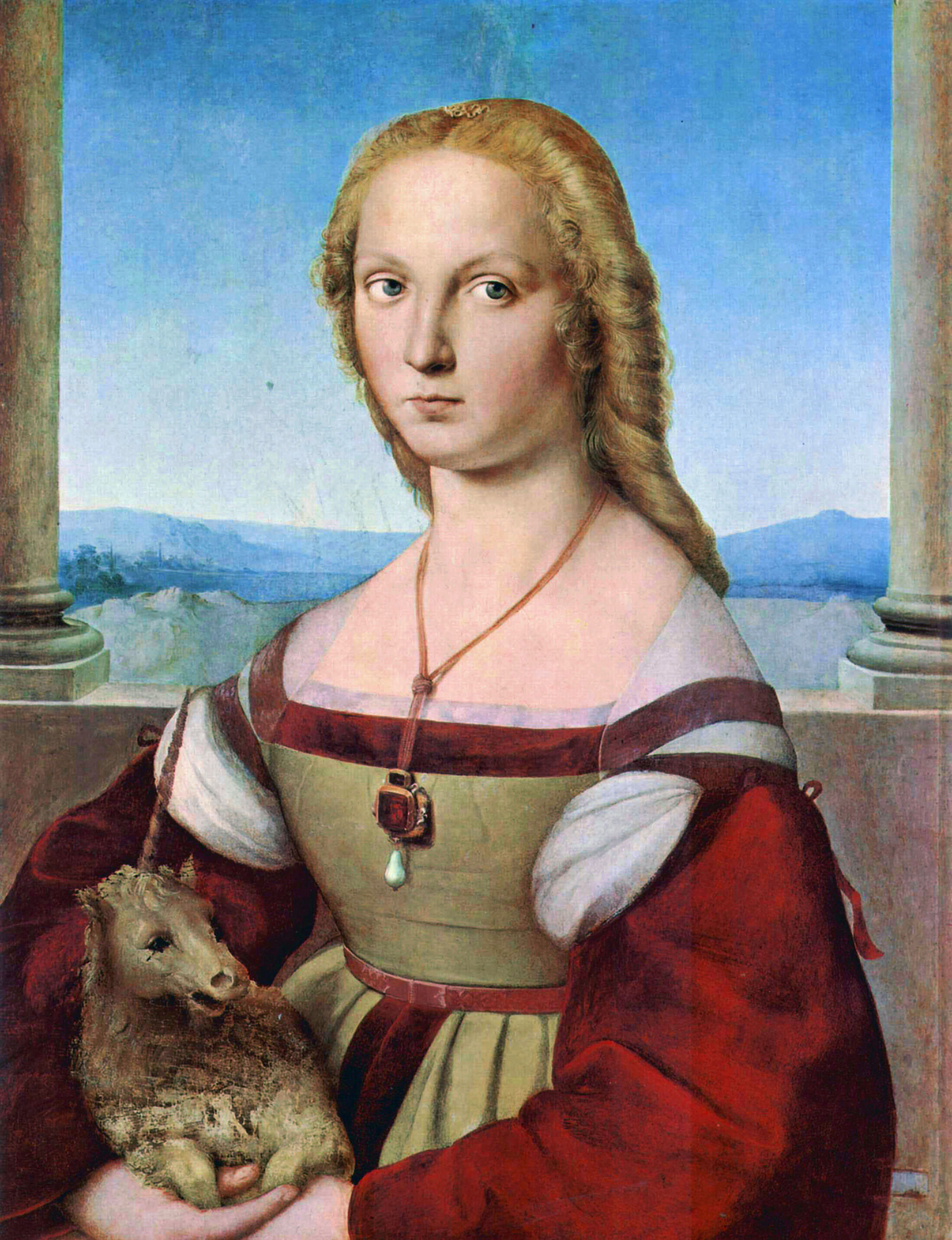
拉斐爾《抱着独角兽的年轻女子（英语：Young_Woman_with_Unicorn）》，1506年。
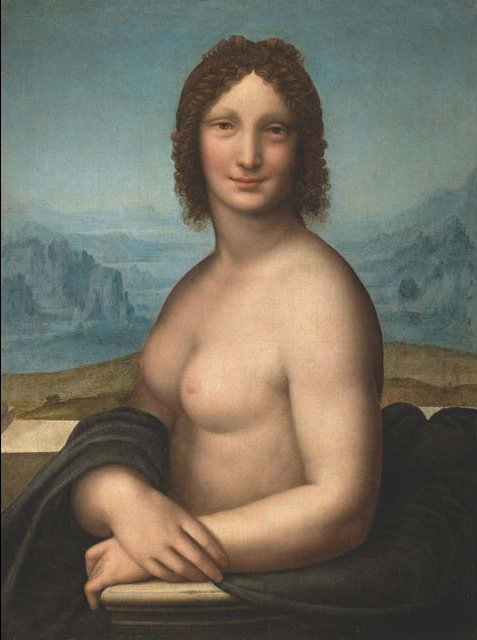
吉安·賈科莫·卡普羅蒂·達奧雷諾《蒙娜·瓦娜》（複製品），1516年。
拉斐爾《巴爾達薩雷·卡斯蒂廖內肖像》，1514-1515年。
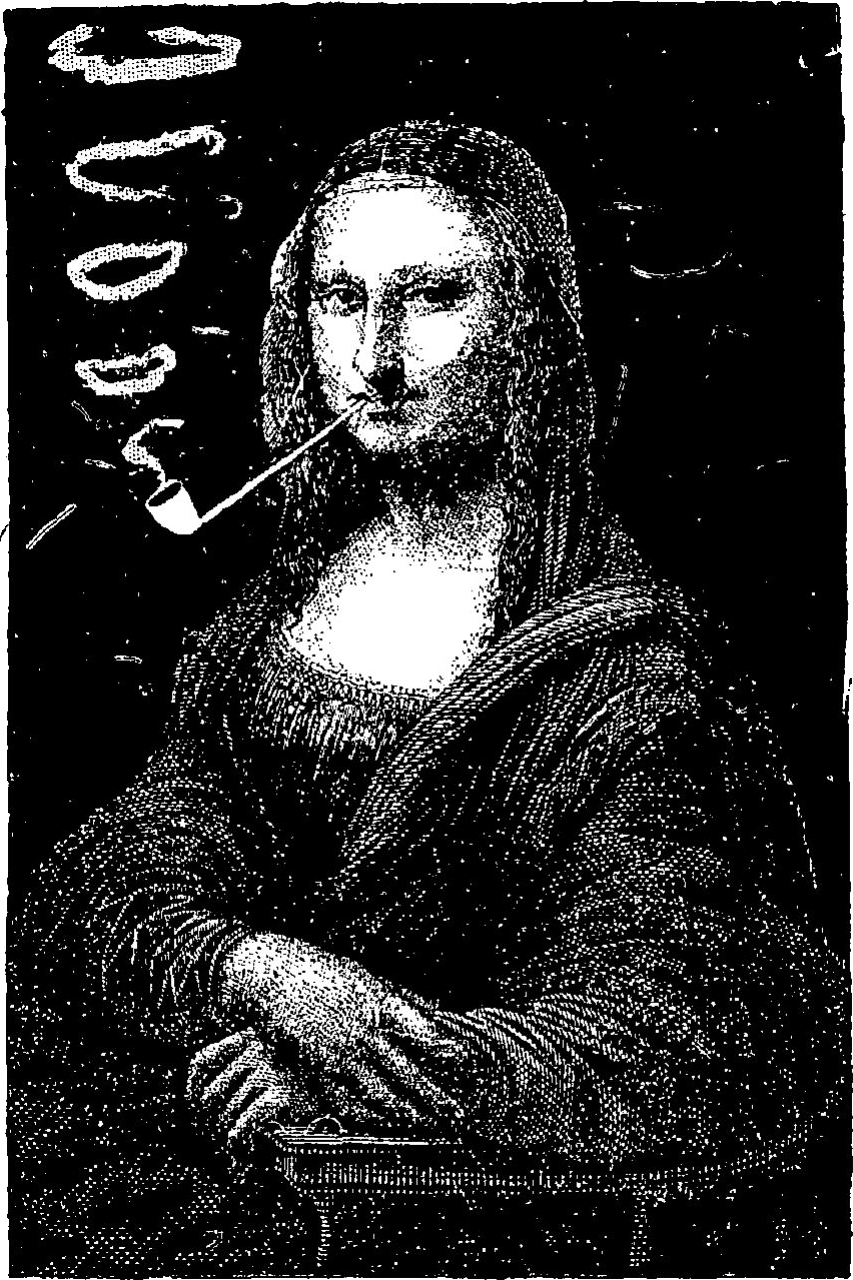
歐仁·巴代伊（法语：Eugène Bataille） 《Le rire》1883年。
杜象《L.H.O.O.Q.》，1919年。
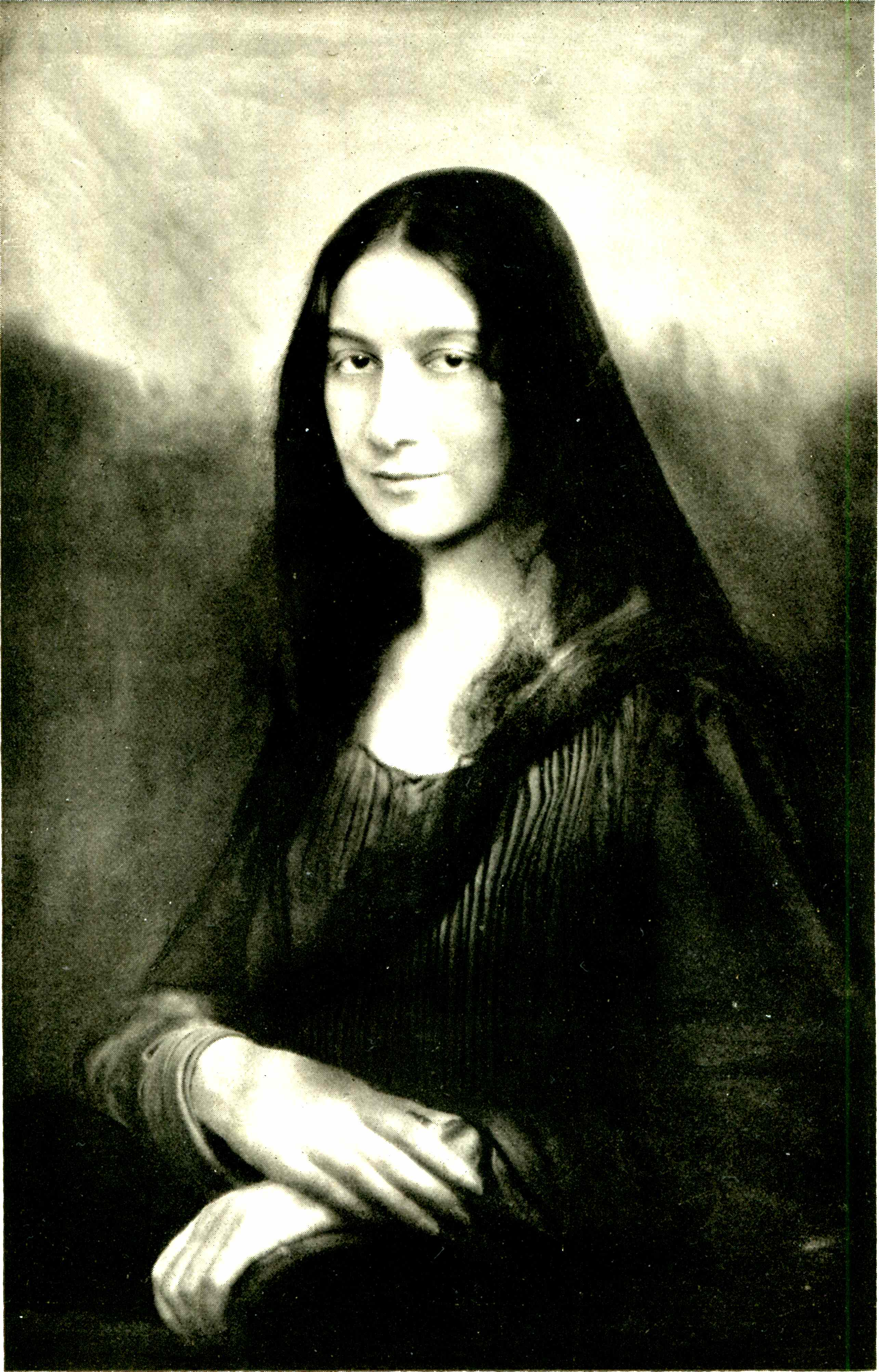
羅伯特·亨利《作為蒙娜麗莎》，圖中模特為瑪格麗特·阿格尼爾（英语：Marguerite Agniel） 1929年。

## 早期版本和副本

### 普拉多蒙娜麗莎
《普拉多蒙娜麗莎》（Prado Mona Lisa）是達文西學派的畫作，這幅畫自1819年以來便一直被收藏在西班牙的普拉多博物館。它在很長的一段時間裡被看作是一個相對來說重要性不高的複製品。然而在2012年對畫作進行了復原之後，普拉多版蒙娜麗莎被認為是由達文西學派創作的最早的蒙娜麗莎複製品。作者被認為可能是達文西的學生弗朗西斯科·梅爾茲或沙萊。其他一些觀點則不贊成上述假設，他們覺得作者或許是達文西的其中一位西班牙學徒（比如費爾南多·阿爾梅迪納或赫爾南多·洛斯亞諾斯）
修復後的畫作與原版《蒙娜麗莎》的視角略有不同，因此有人猜測它是世界上第一幅立體畫的一部分。然而最近的一份報告表明，《普拉多蒙娜麗莎》實際上未有可靠的立體深度。

### 艾爾沃斯蒙娜麗莎
一個早期版本的蒙娜麗莎被稱為《艾爾沃斯蒙娜麗莎》，該畫作於1778年由一位英國貴族購買，並於1913年被英格蘭美術收藏家休·布拉克爾（Hugh Blaker）發現。布拉克爾把畫買下後，帶到他在倫敦艾爾沃斯的畫室，這幅畫作因此被命名為「艾爾沃斯蒙娜麗莎」。在畫作歷經易手後，新主人Henry Pulitzer於1975年把放在瑞士一家銀行的金庫中，直至2012年9月由蒙娜麗莎基金會向媒體展示。
儘管該幅作品與達芬奇的《蒙娜麗莎》相當相似。然而目前對於畫作原作者的定論，在學術界尚未有共識，尚支持艾爾沃斯蒙娜麗莎真實性的人們堅稱艾爾沃斯蒙娜麗莎就是「未完成的蒙娜麗莎」。

### 冬宮蒙娜麗莎
一個被稱為《冬宮蒙娜麗莎》的版本現收藏於冬宮博物館，它是由一位不知名的16世紀藝術家繪製的。這幅肖像與羅浮宮的蒙娜麗莎較為不一樣；最重要的區別在於女人的臉比羅浮宮畫中的女士較為年輕。

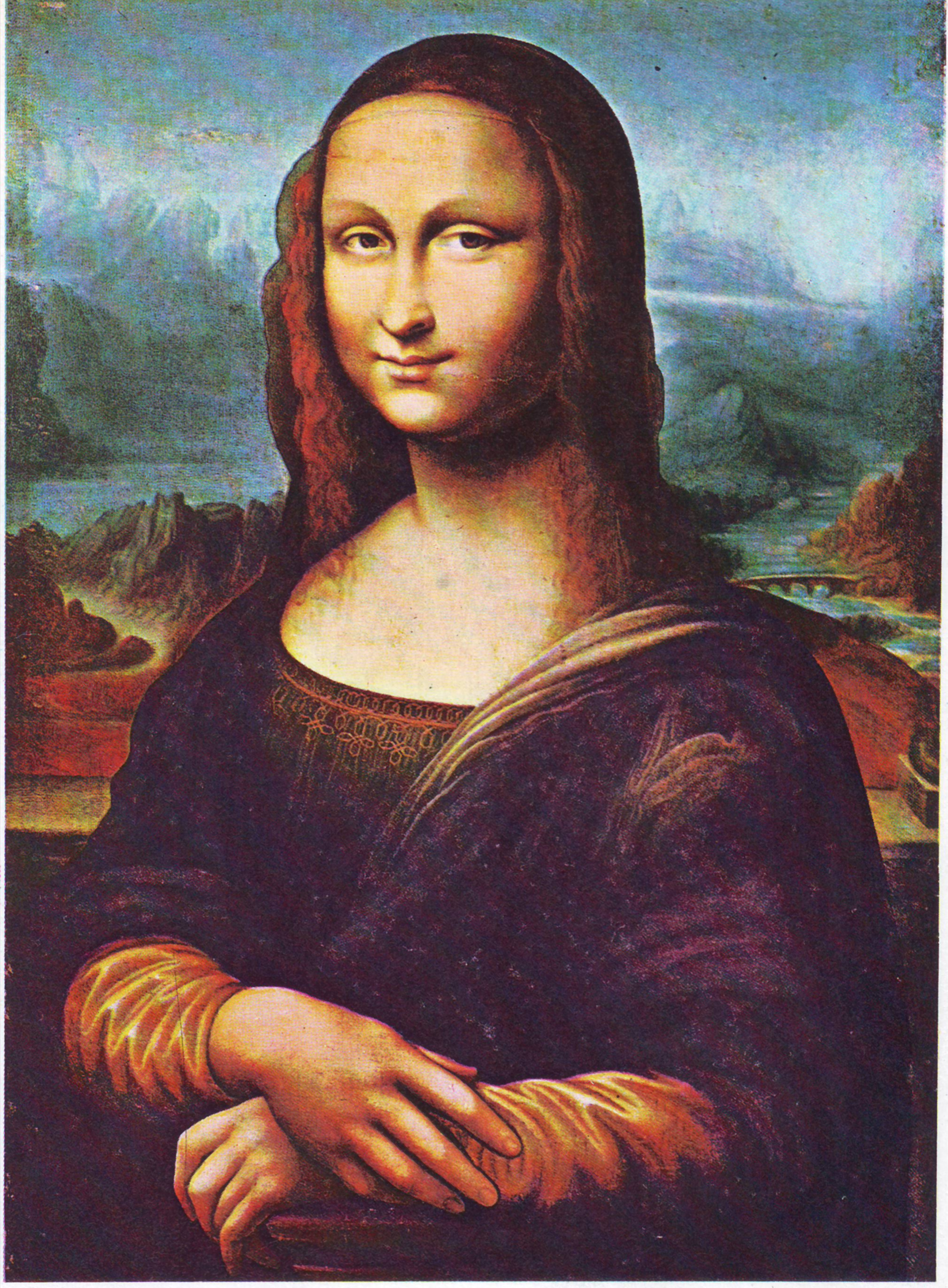
吉安·贾科莫·卡普罗蒂·达奥雷诺繪製的《蒙娜麗莎》複製品
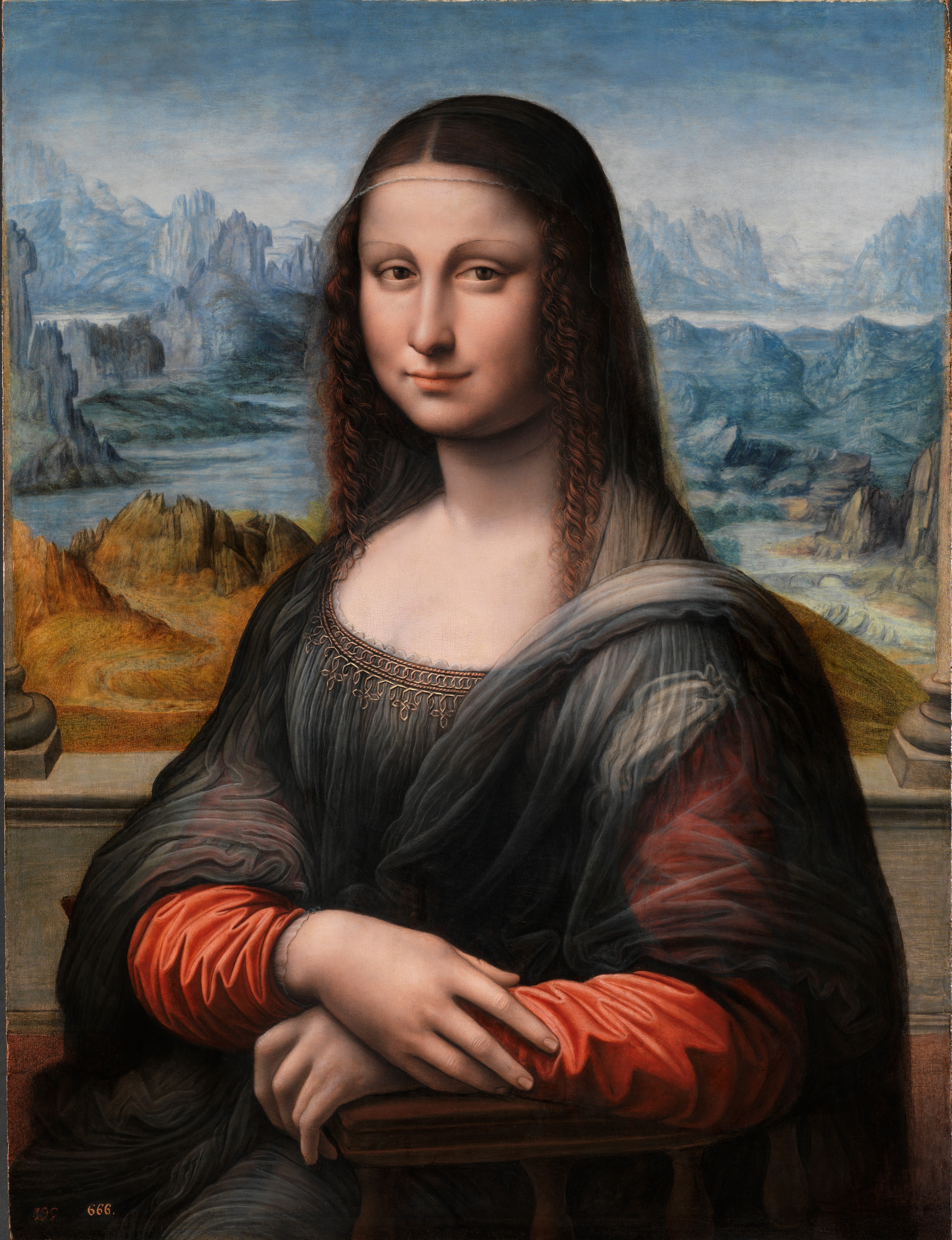
《普拉多蒙娜麗莎》
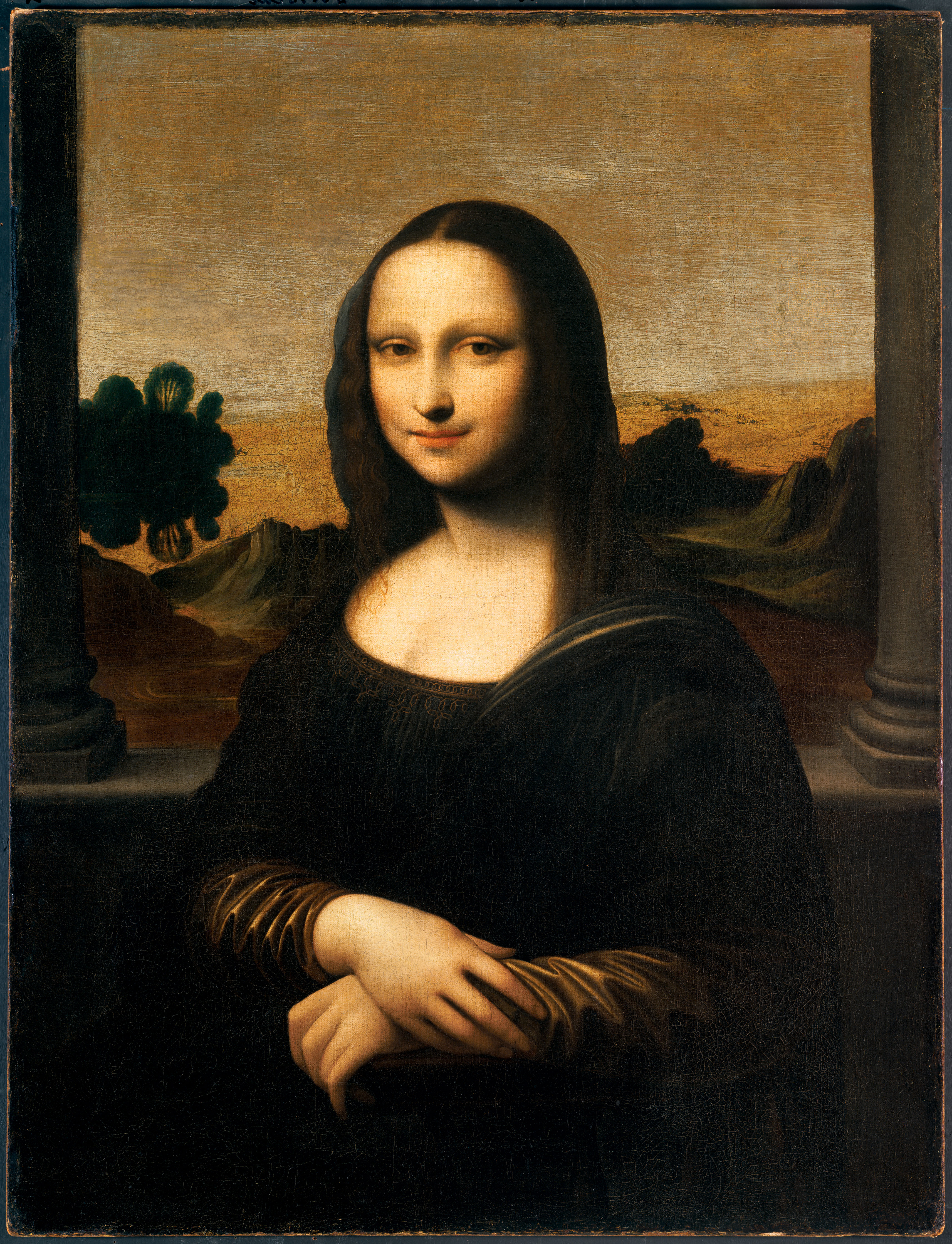
《艾爾沃斯蒙娜麗莎》
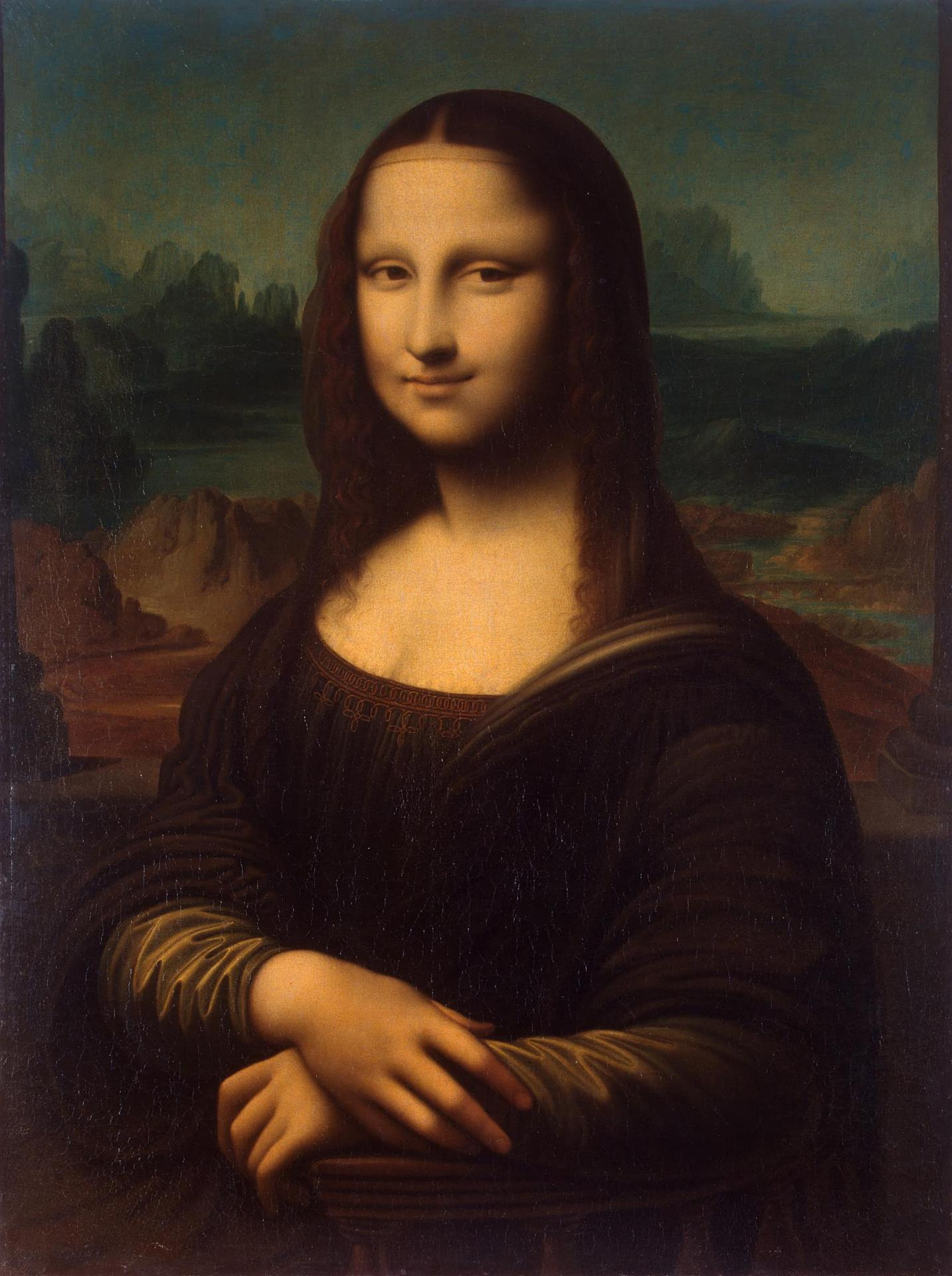
《冬宮蒙娜麗莎》